# Abapeba
Abapeba es un género de arañas araneomorfas de la familia Corinnidae. Se encuentra en América.

## Lista de especies
Según The World Spider Catalog 12.0:
- Abapeba abalosi (Mello-Leitão, 1942)
- Abapeba cleonei (Petrunkevitch, 1926)
- Abapeba echinus (Simon, 1896)
- Abapeba grassima (Chickering, 1972)
- Abapeba guanicae (Petrunkevitch, 1930)
- Abapeba hoeferi Bonaldo, 2000
- Abapeba kochi (Petrunkevitch, 1911)
- Abapeba lacertosa (Simon, 1897)
- Abapeba luctuosa (F. O. Pickard-Cambridge, 1899)
- Abapeba lugubris (Schenkel, 1953)
- Abapeba pennata (Caporiacco, 1947)
- Abapeba rioclaro Bonaldo, 2000
- Abapeba saga (F. O. Pickard-Cambridge, 1899)
- Abapeba sicarioides (Mello-Leitão, 1935)
- Abapeba taruma Bonaldo, 2000
- Abapeba wheeleri (Petrunkevitch, 1930)